# Partito dell'Uguaglianza
Il Partito dell'Uguaglianza (in faroese Javnaðarflokkurin, JF), noto anche con la denominazione di Partito Socialdemocratico, è un partito politico faroese, fondato nel 1925.
Di orientamento socialdemocratico;, intende mantenere il collegamento delle Isole Fær Øer con la Danimarca, anche se non è così irremovibile come il Partito dell'Unione.
Aderisce a SAMAK, l'organizzazione dei partiti socialdemocratici e dei sindacati dei Paesi nordici.
In seguito alle elezioni parlamentari del 2015 risulta essere il primo partito politico del paese.

## Leader
- Maurentius Viðstein (1926 – 1936)
- Peter Mohr Dam (1936 – 1968)
- Einar Waag (1968 – 1969)
- Jákup Frederik Øregaard (1969 – 1972)
- Atli Dam (1972 – 1993)
- Marita Petersen (1993 – 1996)
- Jóannes Eidesgaard (1996 – 2011)
- Aksel V. Johannesen (2011 – in carica)

## Risultati elettorali
| Elezione          | Voti  | % | Seggi   |
| ----------------- | ----- | - | ------- |
| Parlamentari 1928 | 671   |   | 2 / 23  |
| Parlamentari 1932 | 825   |   | 2 / 21  |
| Parlamentari 1936 | 1.891 |   | 6 / 24  |
| Parlamentari 1940 | 2.012 |   | 6 / 24  |
| Parlamentari 1943 | 1.919 |   | 5 / 25  |
| Parlamentari 1945 | 3.305 |   | 6 / 23  |
| Parlamentari 1946 | 3.705 |   | 4 / 20  |
| Parlamentari 1950 | 2.605 |   | 6 / 25  |
| Parlamentari 1954 | 2.518 |   | 5 / 27  |
| Parlamentari 1958 | 3.589 |   | 8 / 30  |
| Parlamentari 1962 | 4.161 |   | 8 / 29  |
| Parlamentari 1966 | 4.751 |   | 7 / 26  |
| Parlamentari 1970 | 4.916 |   | 7 / 26  |
| Parlamentari 1974 | 5.125 |   | 7 / 26  |
| Parlamentari 1978 | 5.062 |   | 8 / 32  |
| Parlamentari 1980 | 5.043 |   | 8 / 32  |
| Parlamentari 1984 | 5.879 |   | 8 / 32  |
| Parlamentari 1988 | 6.233 |   | 7 / 32  |
| Parlamentari 1990 | 7.805 |   | 10 / 32 |
| Parlamentari 1994 | 3.918 |   | 5 / 32  |
| Parlamentari 1998 | 6.063 |   | 7 / 32  |
| Parlamentari 2002 | 6.378 |   | 7 / 32  |
| Parlamentari 2004 | 6.921 |   | 7 / 32  |
| Parlamentari 2008 | 6.018 |   | 6 / 33  |
| Parlamentari 2011 | 5.428 |   | 6 / 33  |
| Parlamentari 2015 | 8.093 |   | 8 / 33  |
| Parlamentari 2019 | 7.480 |   | 7 / 33  |
| Parlamentari 2022 | 9.094 |   | 9 / 33  |